# 罗克堡 (科罗拉多州)
羅克堡（英語：Castle Rock），是美国科罗拉多州道格拉斯县下属的一座城鎮，也是道格拉斯县的縣治。建于1881年5月17日，面积大约为33.789平方英里（87.512平方公里）。根据2010年美国人口普查，该鎮有人口48,231人。2011年估计该鎮有人口49,355人，相比2010年人口增长率为2.33%。同时，论人口该鎮是科罗拉多州第17大城市。